# Zuzana Kocumová
Zuzana Kocumová (ur. 26 maja 1979 w Libercu) – czeska biegaczka narciarska, dwukrotna medalistka mistrzostw świata juniorów.

## Kariera
W Pucharze Świata Zuzana Kocumová zadebiutowała jeszcze jako juniorka, 13 stycznia 1996 roku w Novym Měscie zajmując 41. miejsce w biegu na 10 km techniką klasyczną. Na przełomie stycznia i lutego 1996 roku wzięła udział mistrzostwach świata juniorów w Asiago, zajmując jedenaste miejsce w biegu na 5 m klasykiem i siedemnaste na dystansie 15 km techniką dowolną. Jeszcze trzykrotnie startowała na imprezach tego cyklu, zdobywając przy tym dwa medale. Najpierw wywalczyła brązowy medal w biegu na 5 km stylem dowolnym podczas mistrzostw świata juniorów w Sankt Moritz w 1998 roku, a rok później była najlepsza w biegu na 15 km stylem dowolnym podczas mistrzostw świata juniorów w Saalfelden. Pierwsze punkty wywalczyła 10 grudnia 1998 roku w Mediolanie, plasując się na szesnastej pozycji w sprincie techniką dowolną. W klasyfikacji generalnej najlepiej wypadła w sezonie 1999/2000, który ukończyła na 36. miejscu. W 1998 roku wystartowała na igrzyskach olimpijskich w Nagano, gdzie wraz z koleżankami z reprezentacji zajęła szóste miejsce w sztafecie, jednak w startach indywidualnych ani razu nie zmieściła się w czołowej trzydziestce. W latach 1997–2001 startowała także na mistrzostwach świata, najlepszy wynik uzyskując podczas MŚ w Trondheim w 1997 roku, gdzie Czeszki z Kocumovą w składzie były piąte. Indywidualnie najlepiej zaprezentowała się MŚ w Trondheim i rozgrywanych cztery lata później MŚ w Lahti, zajmując 23. miejsce odpowiednio w biegu łączonym na 15 km oraz biegu na 15 km stylem klasycznym. Startowała także w zawodach FIS Marathon Cup, przy czym raz stanęła na podium – 15 lutego 2009 roku była trzecia w estońskim Tartu Maraton. W zawodach tych wyprzedziły ją jedynie Szwedka Sandra Hansson oraz Norweżka Hilde Gjermundshaug Pedersen. W klasyfikacji generalnej była między innymi dziewiąta w sezonie 2008/2009.

## Osiągnięcia

### Igrzyska olimpijskie
| Miejsce | Dzień     | Rok  | Miejscowość | Konkurencja            | Czas biegu | Strata   | Zwyciężczyni     |
| ------- | --------- | ---- | ----------- | ---------------------- | ---------- | -------- | ---------------- |
| 59.     | 10 lutego | 1998 | Nagano      | 5 km stylem klasycznym | 17:37,9    | +2:20,4  | Łarisa Łazutina  |
| 41.     | 12 lutego | 1998 | Nagano      | 15 km łączony          | 46:06,9    | +4:05,0  | Łarisa Łazutina  |
| 6.      | 15 lutego | 1998 | Nagano      | Sztafeta 4 × 5 km      | 55:13,5    | +1:45,2  | Rosja            |
| 35.     | 20 lutego | 1998 | Nagano      | 30 km stylem dowolnym  | 1:22:01,5  | +10:50,6 | Julija Czepałowa |

### Mistrzostwa świata
| Miejsce | Dzień     | Rok  | Miejscowość | Konkurencja             | Czas biegu | Strata  | Zwyciężczyni                   |
| ------- | --------- | ---- | ----------- | ----------------------- | ---------- | ------- | ------------------------------ |
| 36.     | 23 lutego | 1997 | Trondheim   | 5 km stylem klasycznym  | 13:32,7    | +57,4   | Jelena Välbe                   |
| 23.     | 24 lutego | 1997 | Trondheim   | 5+10 km pościgowy       | 39:13,5    | +2:19,7 | Stefania Belmondo Jelena Välbe |
| 5.      | 27 lutego | 1997 | Trondheim   | Sztafeta 4 × 5 km       | 56:40,2    | +1:36,4 | Rosja                          |
| 39.     | 23 lutego | 1997 | Trondheim   | 30 km stylem klasycznym | 13:32,7    | +9:25,7 | Jelena Välbe                   |
| 45.     | 22 lutego | 1999 | Ramsau      | 5 km stylem klasycznym  | 12:49,8    | +1:48,4 | Bente Skari                    |
| 27.     | 23 lutego | 1999 | Ramsau      | 5+10 km pościgowy       | 42:27,9    | +3:36,7 | Stefania Belmondo              |
| 7.      | 25 lutego | 1999 | Ramsau      | Sztafeta 4 × 5 km       | 53:05,9    | +2:38,5 | Rosja                          |
| 23.     | 15 lutego | 2001 | Lahti       | 15 km stylem klasycznym | 43:54,8    | +4:11,4 | Bente Skari                    |
| 34.     | 18 lutego | 2001 | Lahti       | 10 km łączony           | 28:06,1    | +2:18,4 | Virpi Kuitunen                 |
| 8.      | 23 lutego | 2001 | Lahti       | Sztafeta 4 × 5 km       | 53:01,6    | +3:17,0 | Rosja                          |

### Mistrzostwa świata juniorów
| Miejsce | Dzień       | Rok  | Miejscowość  | Konkurencja             | Czas biegu | Strata  | Zwyciężczyni      |
| ------- | ----------- | ---- | ------------ | ----------------------- | ---------- | ------- | ----------------- |
| 11.     | 31 stycznia | 1996 | Asiago       | 5 km stylem klasycznym  | 15:01,8    | +57,8   | Maija Puukilainen |
| 4.      | 2 lutego    | 1996 | Asiago       | Sztafeta 4 × 5 km       | 1:01:49,8  | +1:13,1 | Rosja             |
| 17.     | 4 lutego    | 1996 | Asiago       | 15 km stylem dowolnym   | 43:52,9    | +3:28,1 | Julija Czepałowa  |
| 6.      | 12 lutego   | 1997 | Canmore      | 5 km stylem klasycznym  | 14:28,7    | +33,1   | Kristina Šmigun   |
| 4.      | 14 lutego   | 1997 | Canmore      | Sztafeta 4 × 5 km       | 57:18,7    | +29,7   | Włochy            |
| 5.      | 16 lutego   | 1997 | Canmore      | 15 km stylem dowolnym   | 43:45,7    | +2:09,4 | Kristina Šmigun   |
| 3.      | 21 stycznia | 1998 | Sankt Moritz | 5 km stylem dowolnym    | 14:03,2    | +4,0    | Katrin Šmigun     |
| 4.      | 23 stycznia | 1998 | Sankt Moritz | Sztafeta 4 × 5 km       | 1:02:11,7  | +28,5   | Szwecja           |
| 6.      | 25 stycznia | 1998 | Sankt Moritz | 15 km stylem klasycznym | 48:25,6    | +1:18,0 | Hilde Glomsås     |
| 5.      | 3 lutego    | 1999 | Saalfelden   | 5 km stylem klasycznym  | 14:23,5    | +15,0   | Lina Andersson    |
| 5.      | 5 lutego    | 1999 | Saalfelden   | Sztafeta 4 × 5 km       | 55:04,2    | +2:04,4 | Finlandia         |
| 1.      | 7 lutego    | 1999 | Saalfelden   | 15 km stylem dowolnym   | 41:20,5    | –       | –                 |

### Puchar Świata

#### Miejsca w klasyfikacji generalnej
- sezon 1996/1997: 68.
- sezon 1998/1999: 51.
- sezon 1999/2000: 36.
- sezon 2000/2001: 46.

#### Miejsca na podium
Kocumová nie stała na podium indywidualnych zawodów Pucharu Świata.

### FIS Marathon Cup

#### Miejsca w klasyfikacji generalnej
- sezon 2007/2008: 13.
- sezon 2008/2009: 9.

#### Miejsca na podium
| Nr | Dzień     | Rok  | Zawody        | Dystans                 | Czas biegu | Strata | Pozycja | Zwyciężczyni   |
| -- | --------- | ---- | ------------- | ----------------------- | ---------- | ------ | ------- | -------------- |
| 1. | 15 lutego | 2009 | Tartu Maraton | 63 km stylem klasycznym | 3:13:04,0  | +17,0  | 3.      | Sandra Hansson |